# Bernard Katz
Pour les articles homonymes, voir Katz.
Sir Bernard Katz (né le 26 mars 1911 à Leipzig, mort le 20 avril 2003) est un biophysicien allemand célèbre pour ses recherches en biochimie. Il partage le prix Nobel de physiologie ou médecine de 1970 avec Julius Axelrod et Ulf Svante von Euler. Il est fait Knight Bachelor en 1969.

## Biographie
Né à Leipzig en Allemagne, il reçoit son éducation scolaire au Köning-Albert-Gymnasium entre 1921 et 1929 puis intègre la section médecine de l'Université de Leipzig. Son diplôme en main en 1934, il rejoint l'Angleterre en février 1935 car son origine judéo-russe rend son existence précaire en raison de la montée en puissance de Hitler. Il travaille à l'UCL, sous l'aile d'Archibald Vivian Hill. Il reçoit son PhD en 1938 et obtient une bourse de la Carnegie Fellowship pour compléter ses études sous la direction de John Carew Eccles à l'hôpital de Sydney.
Naturalisé en 1941, il rejoint la Force aérienne royale australienne en 1942. Il passe la Seconde Guerre mondiale comme officier radar. Il se marie à Marguerite Pensly en 1945 et retourne à l'UCL comme directeur assistant en 1946. De retour en Angleterre, il travaille avec les deux futurs prix Nobel Alan Lloyd Hodgkin et Andrew Huxley. Il est promu professeur à la tête de la branche biophysique à l'UCL en 1952. Il reste à la tête de la section biophysique jusqu'en 1978 quand il devient professeur émérite. Il meurt à Londres, le 20 avril 2003 à l'âge de 92 ans.

## Recherches
Ses principales recherches à l'UCL concernent les propriétés fondamentales des synapses, zones de contact fonctionnelles entre deux neurones, ou entre un neurone et une autre cellule (cellules musculaires, récepteurs sensoriels...). Il s'intéresse à la façon dont l'impulsion nerveuse est transmise entre la fibre nerveuse et le muscle. Les travaux de Henry Dalle et d'autres chercheurs avaient déjà montré qu'il existait des communications chimiques entre le nerf et le muscle et que l'acétylcholine jouait le rôle de transmetteur de l'information en se fixant sur des récepteurs de la membrane de la fibre musculaire.
Katz, avec Paul Fatt, établit que ces récepteurs, une fois stimulés par l'acétylcholine, ouvrent des portes dans la membrane ce qui permet le passage d'ions et la création d'un courant électrique, entraînant la contraction musculaire. Avec Ricardo Miledi entre autres, Katz montra que l'acétylcholine n'était pas relâchée de façon continuelle mais par petits paquets, par quantum, chacun produisant un petit signal dans la fibre musculaire. On sait maintenant que cela est dû au stockage des neurotransmetteurs dans les vésicules synaptiques (voir exocytose).
Ses dernières découvertes, publiées dans les années 1970, ouvrent la voie sur le fonctionnement des canaux ioniques. Par la suite, Bert Sakmann et Erwin Neher se verront attribuer le prix Nobel en 1991 pour leurs travaux sur ces canaux.
Le travail de Katz a eu une influence sur l'étude des organophosphorés et des organochlorés, et les études d'après-guerre sur les gaz innervants et des pesticides, Katz ayant démontré que la transmission nerveuse entre le nerf et le muscle, par l'intermédiaire de l'acétylcholine, pouvait être facilement bloqué.

## Distinctions
L'influence de son travail sur la transmission synaptique est inestimable, non seulement en physiologie mais aussi en pharmacologie. Il fut récompensé, entre autres honneurs, par son élection à la Royal Society en 1952  et 18 ans plus tard, en 1970, il reçoit le prix Nobel, conjointement avec Ulf von Euler de Suède et Julius Axelrod des États-Unis, pour leurs découvertes concernant les transmissions chimiques dans les terminaisons nerveuses et le mécanisme du stockage, du relargage et de l'inactivation de ces neurotransmetteurs.